# Для миллионов
«Для миллионов» — восьмой студийный альбом ска/панк-рок-группы «Ленинград». Был издан в 2003 году компанией Мистерия звука.
Первый трек «Меня зовут Шнур» представляет собой стёб над популярными рок-исполнителями страны, в числе которых «Сплин», «Танцы минус», «ДДТ», «БИ-2» и многие другие, строки
припева «Меня зовут Шнур, меня зовут Шнур. // Я приду к тебе во снах, мон амур // Инвалидами и уродами, // Наркоманами, мон ами!» — это пародия на «Мумий Тролль» и конкретно песню «Это по любви». Второй трек «Май» навеян творчеством Гарика Сукачёва, в частности приводятся цитаты из его песни «За окошком месяц май». «Папа был прав» — это кавер-версия композиции бит-квартета «Секрет», выполненная с использованием речитатива. Песня «Дороги» стилизована под Владимира Высоцкого.
Тринадцатая звуковая дорожка, несмотря на приписку «радиоверсия», на самом деле радиостанциями никогда не ротировалась. Это своеобразная шутка музыкантов — песня записана с «попсовой» аранжировкой и «нежным» женским вокалом, при том что мат оставлен. Настоящей радиоверсией стала песня «Менеджер», на неё сняли мультипликационный видеоклип, который впоследствии транслировался ведущими музыкальными телеканалами страны и в течение нескольких недель занимал места в различных хит-парадах.
На 13-й трек также был снят мультипликационный видеоклип, сюжетом которого пародировались многие знаменитые исполнители российской эстрады, однако в широкую ротацию на музыкальных телеканалах его не пропустили.
Девятая композиция тоже удостоилась мультипликационного видеоклипа, а в теле- и радиоэфир, следуя цензурным соображениям, попала под названием «Пролежни» или «Мамба». «Пролежни» это видоизменённое название группы The Prodigy, из творчества которой для песни были заимствованны основная мелодия их композиции Voodoo People, а также слова «Magic people, voodoo people».
Алексей Мунипов, обозреватель газеты «Известия», назвал Для миллионов лучшей пластинкой «Ленинграда» по части музыкальных придумок и общего владения ситуацией: «Неотменяемое раздолбайство Шнур как-то умудрился укротить шпорами профессионализма». Дмитрий Бебенин в обзоре для Звуков.ру посоветовал альбом лишь любителям, назвав его, тем не менее, гениальной в своём примитивизме одой многомесячному сухостою и алкогольным глупостям.

## Список композиций
Слова и музыка всех песен — написаны Сергеем Шнуровым, кроме «Папа был прав» (слова и музыка Николай Фоменко/Максим Леонидов).
| №                   | Название                  | Длительность |
| ------------------- | ------------------------- | ------------ |
| 1.                  | «Меня зовут Шнур»         | 2:42         |
| 2.                  | «Май»                     | 2:34         |
| 3.                  | «Хуйня»                   | 2:55         |
| 4.                  | «Менеджер»                | 2:58         |
| 5.                  | «Распиздяй»               | 3:02         |
| 6.                  | «Ole-ole»                 | 3:12         |
| 7.                  | «К тебе бегу»             | 3:07         |
| 8.                  | «Зина»                    | 4:28         |
| 9.                  | «Хуямба»                  | 2:10         |
| 10.                 | «Ноу ноу фьюче»           | 2:43         |
| 11.                 | «Папа был прав»           | 2:59         |
| 12.                 | «Бабубуду»                | 3:28         |
| 13.                 | «Распиздяй (радиоверсия)» | 2:44         |
| 14.                 | «Дороги»                  | 2:55         |
| 15.                 | «Ленинград (бонус-трек)»  | 2:30         |
| Общая длительность: | Общая длительность:       | 44:33        |

## Музыканты
- Сергей «Шнур» Шнуров — вокал, гитара, клавишные, бас-гитара, бэк-вокал
- Андрей «Андромедыч» Антоненко — туба, клавишные, аккордеон, аранжировки, бэк-вокал
- Денис «Денс» Можин — барабаны, звук, мастеринг
- Григорий «Зонтик» Зонтов — тенор-саксофон, бэк-вокал
- Алексей «Стакан» Канев — баритон-саксофон, бэк-вокал
- Андрей «Дед» Кураев — бас-гитара, бэк-вокал
- Константин «Костян» Лимонов — гитары, бэк-вокал
- Денис «Кащей» Купцов — барабаны, перкуссия
- Роман «Шухер» Парыгин — трубы, бэк-вокал, скретч
- Владислав «Валдик» Александров — тромбон
- Илья «Пианист» Рогачевский — клавишные
- Всеволод «Севыч» Антонов — перкуссия
- Александр «Пузо» Попов — большой барабан
- Наташа — вокал (4, 13)